# Nelson W. Fisk
Nelson Wilbur Fisk (Isle La Motte, 5 août 1854-Isle La Motte, 1er octobre 1923) est un homme d'affaires et homme politique américain, gouverneur du Vermont de 1896 à 1898.

## Biographie
Diplômé du Eastman Business College, il entre dans l'entreprise familiale de marbrerie et en devient à la mort de son père en 1884 le propriétaire unique.
Républicain, membre de la Chambre des représentants du Vermont de 1883 à 1887 et du Sénat du Vermont de 1889 à 1891, il participe à l'établissement des trois ponts de Grand Isle. Administrateur au Johnson State College (en), de l'école industrielle de Vergennes et de l'Université du Vermont, il a été délégué des conventions nationales républicaines de 1888 à 1892. En 1896, il est élu gouverneur du Vermont.
En 1901, le Vice-président Theodore Roosevelt était en visite chez Fisk lorsqu'il est informé de l’assassinat du Président William McKinley.
Mort en 1923, Fisk est inhumé dans le cimetière sud de Isle La Motte. Les anciennes carrières Fisk sont aujourd'hui un site sur l'environnement, ouvert au public.